# 赵梁
赵梁，中华人民共和国政治人物、外交官。
1990年，接替卢秋田，担任中华人民共和国驻卢森堡大使。1994年，由施燕华接任。